# Msta (řeka)
Msta (rusky Мста) je řeka ve Tverské a v Novgorodské oblasti v Rusku. Je dlouhá 445 km. Povodí řeky je 23 300 km². Největším městem ležícím na řece je Boroviči.

## Průběh toku
Odtéká z jezera Mstino. V místech, kde protéká Valdajskou vysočinou vytváří peřeje. Na dolním toku teče přes Ilmeňskou nížinu. Ústí do jezera Ilmeň, přičemž vytváří rozsáhlou deltu.

### Přítoky
- zleva – Berezajka
- zprava – Uver

## Vodní režim
Zdrojem vody jsou převážně sněhové srážky. Průměrný roční průtok vody ve vzdálenosti 84 km od ústí činí 202 m³/s a je regulovaný. Zamrzá na konci listopadu až na začátku prosince a rozmrzá v dubnu.

## Využití
Na řece je rozvinutá vodní turistika. Je součástí Vyšněvolockého kanálu. Vodní doprava je možná v délce 92 km k ústí řeky Cholova.